# خفر السواحل الآيسلندي
خفر السواحل الآيسلندي (بالآيسلندية: Landhelgisgæsla slands ،Landhelgisgæslan أو ببساطة: Gæslan) هو فرع خدمة قوات الدفاع الآيسلندية المسؤولة عن البحث والإنقاذ والسلامة البحرية والمراقبة الأمنية وإنفاذ القانون. يحافظ خفر السواحل على نظام الدفاع الجوي الآيسلندي الذي يقوم بمراقبة سطحية للمجال الجوي لآيسلندا ويقوم بتشغيل قاعدة كيفلافيك الجوية. كما يتولى مسؤولية المسح الهيدروغرافي ورسم الخرائط البحرية.

## للمزيد من القراءة
- Army & Society in Georgia (1998). Slavic & East European Collections at جامعة كاليفورنيا (بركلي). Accessed on August 13, 1992.

## وصلات خارجية
- الموقع الرسمي بالإنجليزية
- خفر السواحل الآيسلندي بالآيسلندية.
- قوانين خفر السواحل بالآيسلندية.
- بيانات حول خفر السواحل الآيسلندي
- مناقشة راندبرغ حول خفر السواحل الآيسلندي
- رتب خفر السواحل الآيسلندي